# Saßleben
Saßleben, niedersorbisch Zasłomjeń, ist ein Ortsteil der Stadt Calau im Landkreis Oberspreewald-Lausitz in Brandenburg. Bis zur Eingemeindung am 26. Oktober 2003 war Saßleben eine eigenständige Gemeinde.

## Geografie
Saßleben liegt in der Niederlausitz im amtlichen Siedlungsgebiet der Sorben/Wenden, rund drei Kilometer nordöstlich von Calau und 24 Kilometer westlich von Cottbus. Neben dem Dorf Saßleben gehören auch die Gemeindeteile Kalkwitz und Reuden sowie der Wohnplatz Alte Schäferei zum Ortsteil. Dieser grenzt im Norden und Osten an Koßwig mit dem Gemeindeteil Dubrau, im Südosten an Bolschwitz, im Süden an Missen mit dem Gemeindeteil Gahlen, im Südwesten an Calau mit Altnau und im Nordwesten an Mlode.
Saßleben liegt an der Landesstraße 54 zwischen Calau und Vetschau, im Süden führt die Kreisstraße 6624 (Calau–Missen) durch die Gemarkung. Der Ort liegt unmittelbar an der Bahnstrecke Lübbenau–Kamenz. Östlich von Saßleben liegt der Inselteich im ehemaligen Schlosspark, das Göritzer Fließ durchquert den Ort.

## Geschichte
Reste eines slawischen Burgwalls in Saßleben weisen auf eine frühe Besiedlung hin. Der Ortsname geht auf eine Flurbezeichnung zurück, die sich von dem niedersorbischen słoma ableitet und mit „Ort am Strohschober“ übersetzt wurde. Um das Jahr 1350 lebte in Saßleben ein Zweig des Geschlechts von Löben, das in der Niederlausitz weit verbreitet war.
In Folge des Prager Friedens kam Saßleben im Jahr 1635 zum Kurfürstentum Sachsen. Das heute zu Saßleben gehörende Dorf Kalkwitz war hingegen Teil der Herrschaft Cottbus, lag daher in einer kurfürstlich-brandenburgischen und später preußischen Exklave und war zu allen Seiten von sächsischem Gebiet umgeben. Im Jahr 1708 lebten in Saßleben ein Bauer, fünf Halbbauern und neun Kossäten. Für das Jahr 1755 sind 154 Einwohner verzeichnet. Nach einer Vielzahl von Besitzerwechseln kam das Gut Saßleben im Jahr 1792 an die Grafen zur Lippe-Biesterfeld-Weißenfeld. Kursachsen wurde 1806 zum Königreich Sachsen erhoben, bei der neun Jahre später beschlossenen Teilung Sachsens auf dem Wiener Kongress kam Saßleben an das Königreich Preußen. Bei der Kreisreform im Jahr 1816 wurde Saßleben dem Kreis Calau in der Provinz Brandenburg zugeordnet.

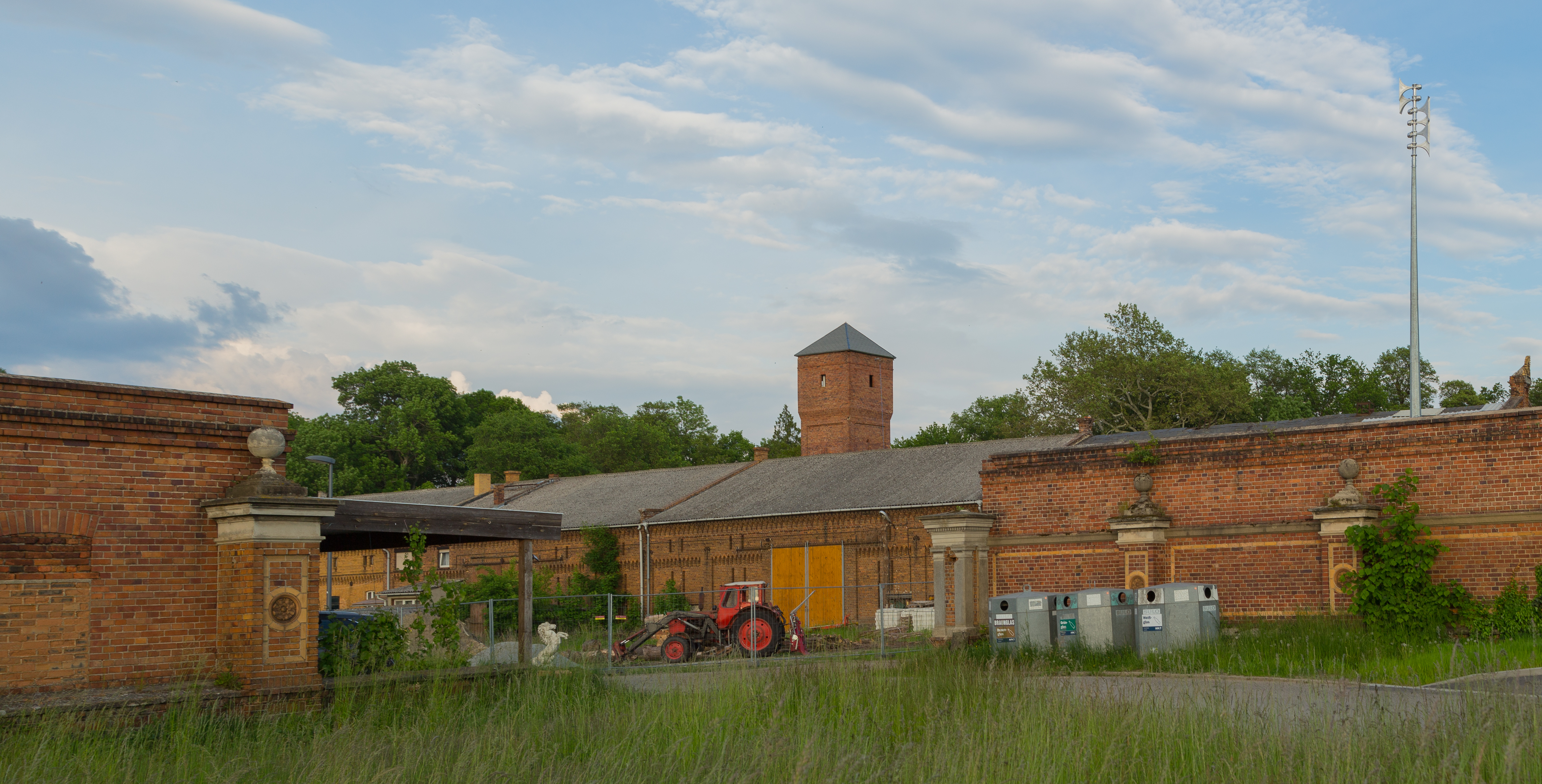
Ansicht der erhaltenen Gutsanlage

Im Jahr 1818 hatte Saßleben 163 Einwohner in 32 Feuerstellen. Es gab eine Schäferei, eine Wassermühle und ein Winzerhaus. Etwa zu dieser Zeit ließen die Grafen zur Lippe das Schloss Saßleben neu- und große Teile des Gutsgeländes ausbauen. Bei der Volkszählung am 1. Dezember 1871 hatten die Landgemeinde und der Gutsbezirk Saßleben zusammen 296 Einwohner, davon waren 137 Männer und 159 Frauen. Im Jahr 1879 kaufte der Berliner Fabrikant Hermann Gilka das Schloss Saßleben. Im Jahr 1911 erwarb der jüdische Kaufmann Georg Wertheim das Rittergut und schenkte es seiner Frau zur Geburt seines Sohnes. Der Gutsbezirk Saßleben wurde 1928 mit der Landgemeinde vereinigt. Kurz nach Ende des Zweiten Weltkrieges brannte das Schloss im Jahr 1945 ab, es blieben nur einige Stallgebäude erhalten.
Ab 1945 lag Saßleben zunächst in der Sowjetischen Besatzungszone und ab 1949 in der DDR. Der Landkreis Calau wurde 1950 in Landkreis Senftenberg umbenannt. Bei der Kreisreform im Juli 1952 kam Saßleben zum Kreis Calau im Bezirk Cottbus. Ende der 1950er Jahre wurden die landwirtschaftlichen Betriebe im Ort in der LPG „Morgenrot“ kollektiviert. Am 1. Februar 1974 wurde die bis dahin eigenständige Gemeinde Kalkwitz und am 1. Mai 1974 die Gemeinde Reuden nach Saßleben eingemeindet. Ab 1986 lag Saßleben in einem Bergbauschutzgebiet und war für die Devastierung durch den geplanten Tagebau Calau-Nordost vorgesehen. Nach der Wende wurden die Planungen zur Öffnung des Tagebaus wieder verworfen.
Nach der Wiedervereinigung lag Saßleben zunächst im Landkreis Calau im Land Brandenburg. Im Jahr 1992 schloss sich die Gemeinde zur Erledigung ihrer Verwaltungsgeschäfte dem Amt Calau an, bei der Kreisreform am 6. Dezember 1993 ging Saßleben im neuen Landkreis Oberspreewald-Lausitz auf. Im Zuge der Gemeindegebietsreform am 26. Oktober 2003 wurde Saßleben mit Groß Mehßow, Kemmen, Mlode, Bolschwitz und Werchow nach Calau eingegliedert. Das Amt Calau wurde daraufhin aufgelöst. Am 18. Januar 2019 konnte nach knapp einjähriger Bauzeit das neue Dorfgemeinschafts- und Feuerwehrhaus in Saßleben eingeweiht werden.

## Einwohnerentwicklung
| 1875 | 286 | 1925 | 279 | 1946 | 393 | 1971 | 258 | 1989 | 409 |
| 1890 | 217 | 1933 | 258 | 1950 | 323 | 1981 | 481 | 1996 | 419 |
| 1910 | 253 | 1939 | 232 | 1964 | 269 | 1985 | 457 | 2002 | 429 |

Gebietsstand des jeweiligen Jahres, der Anstieg der Einwohnerzahl zwischen 1971 und 1981 ist auf die zwischenzeitliche Eingemeindung von Kalkwitz und Reuden zurückzuführen
Am 1. Juni 2020 hatte der Ortsteil Saßleben nach Angabe des Einwohnermeldeamtes 375 Einwohner; davon 188 in Saßleben, 105 in Reuden und 82 in Kalkwitz.
Bis etwa Mitte des 19. Jahrhunderts hatte Saßleben noch einige sorbischsprachige Einwohner, die preußische Bevölkerungsstatistik verzeichnet für 1850 einen Anteil von 9,4 Prozent. Laut Arnošt Muka sprachen 1884 nur noch „einige alte Leute“ Sorbisch, eine genaue Zahl wurde nicht erfasst.

## Kultur und Sehenswürdigkeiten

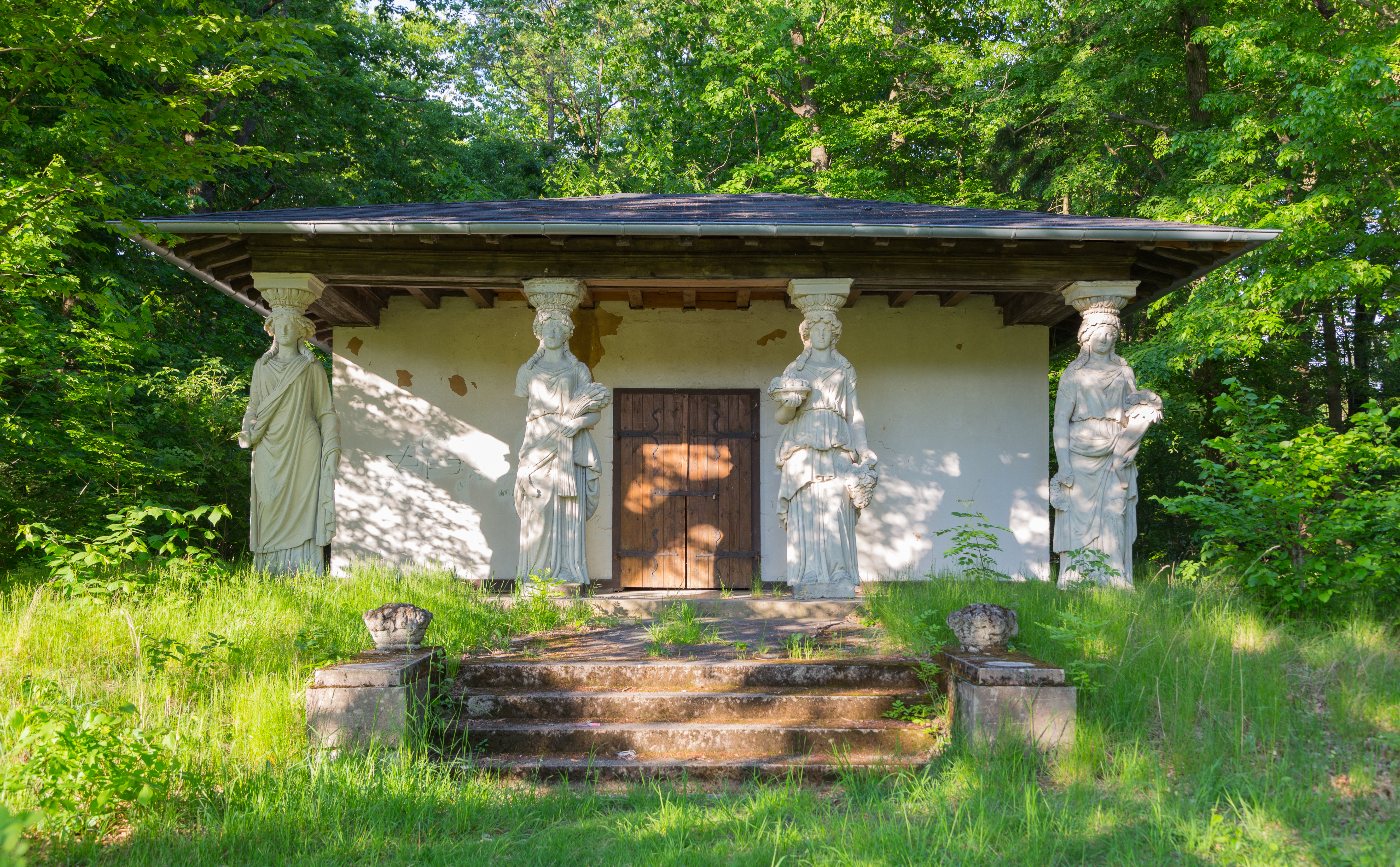
Gartenpavillon im Gutspark

Die Parkanlage des abgebrannten Schlosses und die dazugehörigen Teiche wurden in der zweiten Hälfte des 18. Jahrhunderts angelegt. Sie ist ungefähr 14 Hektar groß. Eine Bootsanlegestelle und ein Inselpavillon wurden 1924/1925 fertiggestellt. Am Pavillon befinden sich vier Karyatiden, die die vier Jahreszeiten darstellen. Der Pavillon steht inzwischen im Schlosspark des Wasserschlosses Fürstlich Drehna.

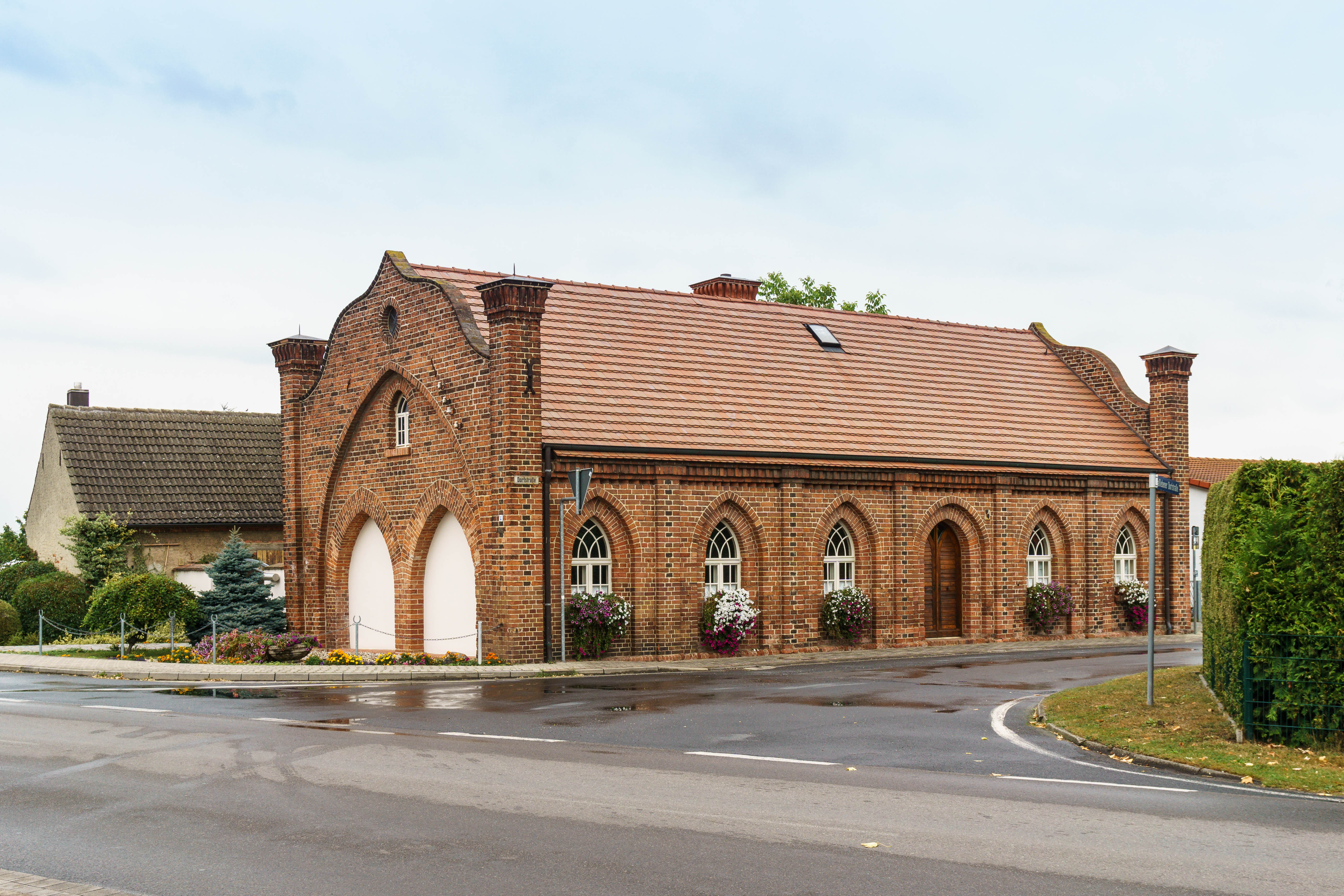
Alte Schmiede

Die Saßlebener Kirche wurde im 15. Jahrhundert erbaut. Im Jahr 1775 baute man sie um, dabei wurde wahrscheinlich der kleine hölzerne Glockenstuhl errichtet. Der Saßlebener Müllermeister Johann Friedrich Krüger stiftete 1813 eine Orgel, die aber 1928 durch eine neue Orgel ersetzt wurde. Am Ortseingang an der Straße nach Calau steht eine aus dem ersten Viertel des 19. Jahrhunderts stammende Dorfschmiede. Sie ist ein technisches Denkmal. Mit seinem neugotischen Äußeren erweckt der Industriebau einen sakralen Anschein.

## Ortsbeirat
Im Ortsteil Saßleben wird aus drei Mitgliedern bestehender Ortsbeirat gewählt. In der Wahlperiode 2024 bis 2029 ist Katharina Grondke (Ländliche Wählergemeinschaft) Ortsvorsteherin, ihre Stellvertreter sind Miriam Zisowsky (CDU) und Bernd Winter (AfD). Im Jahr 2027 soll Miriam Zisowsky das Amt der Ortsvorsteherin übernehmen.